# Hinzenbach
Hinzenbach é um município da Áustria localizado no distrito de Eferding, no estado de Alta Áustria.